# Bertignacoustic
Albums de Louis Bertignac
Elle et Louis
(1993) 96 (album)
(1996)
Bertignacoustic de Louis Bertignac est un live acoustique sorti en 1994 enregistré en France et mixé par Dominique Blanc-Francard.
Il est sorti dans le coffret Le Médiator contenant également l'album Elle et Louis.

## Titres de l'album
1. Le fugitif (O. Lorsac/L. Bertignac) (4 min 40 s)
2. Oubliez-moi (O. Lorsac/L. Bertignac) (4 min 11 s)
3. Ma petite poupée (O. Lorsac/L. Bertignac) (4 min 44 s)
4. Stairway to Heaven (R. Plant/J. Page) (1 min 55 s)
5. Cendrillon (L. Bertignac/Telephone) (3 min 27 s)
6. Pinball Wizard (P. Townshend) (2 min 18 s)
7. Jack (L. Bertignac/Visiteurs) (3 min 20 s)
8. My Generation (P. Townshend) (2 min 38 s)
9. La fille d'Essaouira (O. Lorsac/L. Bertignac) (7 min 33 s)
10. Ruby Tuesday (M. Jagger/K. Richards) (3 min 30 s)
11. Démantibulé (O. Lorsac/L. Bertignac) (2 min 21 s)
12. Purple Rain (Prince) (57 s)
13. Help! (Lennon/McCartney) (1 min 27 s)
14. Ces idées-là (L. Bertignac/Visiteurs) (4 min 07 s)
15. It's All Over Now, Baby Blue (Bob Dylan) (2 min 36 s)